# Selenops phaselus
Selenops phaselus är en spindelart som beskrevs av Muma 1953. Selenops phaselus ingår i släktet Selenops och familjen Selenopidae. Inga underarter finns listade i Catalogue of Life.